# Щенсне (Мазовецьке воєводство)
Щенсне (пол. Szczęsne) — село в Польщі, у гміні Гродзиськ-Мазовецький Ґродзиського повіту Мазовецького воєводства.
Населення — 368 осіб (2011).
У 1975-1998 роках село належало до Варшавського воєводства.

## Демографія
Демографічна структура станом на 31 березня 2011 року:
|          | Загалом | Допрацездатний вік | Працездатний вік | Постпрацездатний вік |
| -------- | ------- | ------------------ | ---------------- | -------------------- |
| Чоловіки | 179     | 48                 | 117              | 14                   |
| Жінки    | 189     | 40                 | 119              | 30                   |
| Разом    | 368     | 88                 | 236              | 44                   |